# Carl Joseph von Dewitz
Carl Joseph von Dewitz, auch Karl Josef von Dewitz (* 15. Januar 1718 in Hoffelde; † 17. Januar 1753 in Wien) war ein preußischer Justizjurist und Diplomat.

## Leben
Er entstammte der pommerschen uradligen Familie Dewitz. Sein Vater war der Landrat Stephan Berend von Dewitz (* 1672; † 1728), sein Großvater der General und Gouverneur von Kolberg Joachim Balthasar von Dewitz. Seine Mutter Luise Emilie (* 1684; † 1760) war eine Tochter des Generals und Gouverneurs von Minden Johann Anton von Zieten.
Carl Joseph von Dewitz studierte ab 1736 an der Universität Frankfurt (Oder) und dann an der Universität Halle. 1742 wurde er in Stettin zunächst kurzzeitig Kriegs- und Domänenrat der pommerschen Kriegs- und Domänenkammer, der eigentlichen Verwaltungsbehörde Pommerns, dann Regierungsrat der pommerschen Regierung, die damals überwiegend als Obergericht fungierte. 1743 stieg er zum Vizekanzler der pommerschen Regierung auf, als Nachfolger von Martin Adrian von Borcke. 1746 erhielt er die Anwartschaft auf die Nachfolge im Amt des Kanzlers, das Philipp Otto von Grumbkow innehatte. 1747 wurde er Vizepräsident der pommerschen Regierung.
1751 wurde er als Gesandter Preußens an den Kaiserhof in Wien gesandt, wo er 1753 als bevollmächtigter Minister Preußens starb. Im Amt als Vizepräsident in Stettin folgte ihm Christian Friedrich von Ramin.
Er war Erbherr auf Hoffelde, Voigtshagen und Duberkow. Er lebte aufwendig und erhöhte die Schuldenlast seiner Güter. Seine Versuche, die Güter, bei denen es sich um Lehnsgüter handelte, zu allodifizieren und dadurch frei handelbar zu machen, scheiterten an der fehlenden Zustimmung der übrigen berechtigten Familienangehörigen. Insbesondere Christian Heinrich von Dewitz, Landrat des Daber-Naugard-Dewitzschen Kreises, verteidigte den traditionellen rechtlichen Status der Lehnsgüter.
Verheiratet war Carl Joseph von Dewitz seit 1743 mit Sophia Friederika Albertina (* 1722; † 1781), Tochter des preußischen Ministers Heinrich Graf von Podewils. Aus der Ehe gingen keine Kinder hervor. Die Witwe heiratete 1756 Maximilian von Fürst und Kupferberg, den späteren preußischen Großkanzler.